# Oh! My LOL
Oh! My LOL era una sección humorística de radio española que se emitió en la Cadena Ser de lunes a viernes de 4:00 a 4:30 y sábados de 1:30 a 2:00 y de 3:30 a 4:00.
La temporada 2018/2019 la formaron los programas La vida moderna, Las noches de Ortega y Phi Beta Lambda. A mediados de febrero, sin cancelar ninguno de los programas, se eliminó la marca y se creó la más amplia "Humor en la SER", que engloba todos los programas de humor de la emisora.

## Orígenes
Oh! My LOL surge en 2015 como un proyecto de programas humorísticos destinados a un público joven. El primer programa se emitió el 15 de marzo de 2015.
Tiene como origen una posible estrategia destinada a reducir el espacio de Hablar por hablar, histórico programa que en el momento sufría bajadas de audiencia, y apelar a un público más joven cambiando "los temas sociales por la comedia".
La parrilla de Oh! My LOL en su primera temporada estuvo formada por los siguientes programas: los lunes con La vida moderna con David Broncano, Quequé e Ignatius Farray; los martes con Antonio Castelo domina el mundo dirigido por el propio Antonio Castelo; los miércoles se emitía el El nightshow de los Especialistas Secundarios; los jueves El palomar de Raúl Cimas y Dani Mateo y los viernes emitía Juan Carlos Ortega Las noches de Ortega.

#### Son Estrella Galicia
Programa de música alternativa y humor, presentando por El Mundo Today y el artista Xoel López durante la primera temporada y Maika Makovski en la segunda. Se emitía de 1:30 a 2:30 los sábados.

## Última composición del espacio
La temporada 2018/2019 de Oh! My LOL se compone de los siguientes programas:

### La vida moderna
Programa de humor presentado y dirigido por David Broncano y copresentado por Ignatius Farray y Quequé. Se emitía de lunes a jueves de 4:00 a 4:30.

### Las noches de Ortega
Programa presentado por Juan Carlos Ortega. Se emite los sábados de 1:30 a 2:00 de la madrugada.

### Phi Beta Lambda/Comedia perpetua
Programa presentado por Antonio Castelo. Se emite los sábados de 3:30 a 4:00 de la madrugada. A partir de abril de 2019 pasó a denominarse Comedia perpetua, sin producirse cambio alguno en el programa.